# Волго-Донська вулиця (Київ)
Во́лго-Донська́ ву́лиця — вулиця в Дарницькому районі міста Києва, місцевість Нова Дарниця. Пролягає від вулиці Дениса Антіпова до провулку Надії Світличної.
Прилучаються вулиці Севастопольська, Санаторна, Вереснева і провулок Ігоря Качуровського.

## Історія
Вулиця виникла в 40-ві — 50-ті роки XX століття під назвою 601-ша Нова. Сучасна назва — з 1953 року, на честь Волго-Донського каналу. До 1987 року пролягала від Кам'янської вулиці, скорочена під час будівництва Харківського житлового масиву.